# Євген Лазука
Євген Лазука (19 квітня 1989) — білоруський плавець.
Учасник Олімпійських Ігор 2008, 2012 років.